# Tianjin Open
Tianjin Open – kobiecy turniej tenisowy, rozgrywany na kortach twardych w Tiencinie, w latach 2014–2019. Była to impreza rangi WTA International Series.

## Mecze finałowe

### gra pojedyncza kobiet
| Rok  | Zwyciężczyni        | Finalistka        | Wynik       |
| 2019 | Rebecca Peterson    | Heather Watson    | 6:4, 6:4    |
| 2018 | Caroline Garcia     | Karolína Plíšková | 7:6(7), 6:3 |
| 2017 | Marija Szarapowa    | Aryna Sabalenka   | 7:5, 7:6(8) |
| 2016 | Peng Shuai          | Alison Riske      | 7:6(3), 6:2 |
| 2015 | Agnieszka Radwańska | Danka Kovinić     | 6:1, 6:2    |
| 2014 | Alison Riske        | Belinda Bencic    | 6:3, 6:4    |

### gra podwójna kobiet
| Rok  | Zwyciężczynie                         | Finalistki                       | Wynik             |
| 2019 | Shūko Aoyama Ena Shibahara            | Nao Hibino Miyu Katō             | 6:4, 6:2          |
| 2018 | Nicole Melichar Květa Peschke         | Monique Adamczak Jessica Moore   | 6:4, 6:2          |
| 2017 | Irina-Camelia Begu Sara Errani        | Dalila Jakupović Nina Stojanović | 6:4, 6:3          |
| 2016 | Christina McHale Peng Shuai           | Magda Linette Xu Yifan           | 7:6(8), 6:0       |
| 2015 | Xu Yifan Zheng Saisai                 | Darija Jurak Nicole Melichar     | 6:2, 3:6, 10–8    |
| 2014 | Ałła Kudriawcewa Anastasija Rodionowa | Sorana Cîrstea Andreja Klepač    | 6:7(7), 6:2, 10–8 |